# Polychrysia trabea
Polychrysia trabea là một loài bướm đêm trong họ Noctuidae.